# Kružnice (graf)

Orientovaná kružnice na pěti vrcholech.

V teorii grafů se termínem kružnice (též cyklus) označuje takový graf, který se skládá z jediného cyklu – tedy uzavřené posloupnosti propojených vrcholů. 
V neorientovaném grafu nemá smysl hovořit o cyklu délky 1; v orientovaném se nazývá smyčka, jde o uzel, v němž některá hrana začíná i končí.
Graf, který jako podgraf obsahuje kružnici, se nazývá cyklický. V opačném případě se nazývá acyklický (viz strom).

## Definice
Kružnice je graf {\displaystyle C_{n}=(V,E)}, kde {\displaystyle V=\left\{v_{1},\ldots ,v_{n}\right\}} a {\displaystyle E=\left\{e_{1},\ldots ,e_{n}\right\}} a platí:
orientovaný graf
{\displaystyle e_{i}=\left(v_{i},v_{i+1}\right),i=1,\ldots ,n-1} a {\displaystyle e_{n}=\left(v_{n},v_{1}\right)}
každý vrchol orientované kružice má vstupní i výstupní stupeň roven 1
neorientovaný graf
{\displaystyle e_{i}=\left\{v_{i},v_{i+1}\right\},i=1,\ldots ,n-1} a {\displaystyle e_{n}=\left\{v_{n},v_{1}\right\}}
každý vrchol neorientované kružnice má stupeň 2

## Vlastnosti
Kružnice je graf:
- souvislý
- regulární
- eulerovský
- bipartitní, obsahuje-li sudý počet vrcholů

## Acyklické grafy
Graf, který neobsahuje (jako svůj podgraf) cyklus, se nazývá acyklický. Z výše uvedeného vyplývá, že
- Neorientovaný graf {\displaystyle (V,E)} - tj. takový, kde hrany jsou (neuspořádané) dvouprvkové podmnožiny {\displaystyle V} - je acyklický, právě když neobsahuje žádnou posloupnost vrcholů {\displaystyle (v_{1},v_{2},\ldots ,v_{n})} pro nějaké {\displaystyle n\geq 2} takovou, že pro každé {\displaystyle 0<i\leq n} platí {\displaystyle \{v_{i},v_{i+1}\}\in E}, označíme-li pro snazší zápis uzel {\displaystyle v_{1}} zároveň výrazem {\displaystyle v_{n+1}}.
- Obdobně orientovaný graf {\displaystyle (V,E)} - tj. takový, jehož hrany jsou uspořádané dvojice prvků z {\displaystyle V} - je acyklický, právě když neobsahuje žádnou posloupnost vrcholů {\displaystyle (v_{1},v_{2},\ldots ,v_{n})}, kde {\displaystyle v_{n+1}=v_{1}}, pro {\displaystyle n\geq 1}, takovou, že pro každé {\displaystyle 0<i\leq n} platí {\displaystyle (v_{i},v_{i+1})\in E}.

U orientovaného grafu připouštíme i {\displaystyle n=1}, tj. acyklický není graf obsahující smyčku, tj. hranu končící v bodě, v němž začíná.